# المعتقلون المغاربة في غوانتانامو
اعتقلت الولايات المتحدة ما يقرب من خمسة عشر مغربي في معتقل غوانتانامو في كوبا. تم فتح معسكرات الاعتقال لأول مرة في 11 يناير 2002 في القاعدة البحرية في خليج غوانتانامو في كوبا. عدد المعتقلين الكلي في غوانتانامو هو 779 معتقل إداريًا خارج نطاق القضاء في معتقل غوانتانامو الأمريكي في كوبا منذ فتح معسكرات الاعتقال، وانخفص العدد إلى 160 تقريبًا في ديسمبر 2013.

## القائمة
| رقم الاعتقال | الاسم                   | مكان الميلاد    | تاريخ الميلاد | تاريخ الاعتقال | تاريخ إطلاق السراح | ملاحظات |
| ------------ | ----------------------- | --------------- | ------------- | -------------- | ------------------ | --- |
| 56           | عبد الله تبارك أحمد     | الدار البيضاء   | 1955-12-12    | 2002-01-17     | 2003-07-01         | ذكرت واشنطن بوست في 2 فبراير 2004 أن جيفري ميلر قال للصليب الأحمر أن تبارك هو المعتقل الوحيد الذي لن يسمح لهم بالوصول إليه، تم اتهامه بأنه كان قائدًا لحراس أسامة بن لادن. وتم إعادته للمغرب في 2004. |
| 72           | لاسين ايكاسرين          | تارجيست         | 1972-10-02    | 2002-02-08     | 2005-07-18         | اسمه في السجلات الرسمية رضوان عبد السلام. حيث تم الكشف عن هويته الحقيقية من خلال بصماته. تم اتهامه بأنه على علاقة بعماد الدين بركات العقل المدبر لتفجيرات مدريد 2004.                                |
| 75           | نجيب محمد لهاسمي        |                 | 1978-09-28    | 2002-02-07     | 2006-02-07         | |
| 123          | محمد حسين علي حسن       | سلوان           | 1966-12-16    | 2002-01-21     | 2006-02-07         | |
| 133          | محمد إبراهيم أوزار      |                 | 1979-09-28    | 2002-01-20     | 2004-07-31         | |
| 150          | سعيد بو جدية            | الدار البيضاء   | 5 مايو 1968   | 2002-02-07     | 2008-04-30         | تم اتهامه بالانتماء للجماعة الليبية المقاتلة. كما شارك في معسكرات التدريب أفغانستان. |
| 160          | محمد بن موجان           | الدار البيضاء   | 1981-02-14    | 2002-01-15     | 2006-10-11         | شارك في معسكرات التدريب أفغانستان. |
| 197          | يونس عبد الرحمن الشقوري | آسفي            | 1968-04-05    | 2002-05-01     | 2015-09-16         | تم اتهامه بالانتماء لجماعة التبليغ المغربية. |
| 237          | محمد سليمان العلمي      | الدار البيضاء   | 1965-03-04    | 2002-02-08     | 2006-02-07         | قال أنه تعرض للضرب ليقرّ باعترافات كاذبة. |
| 244          | عبد اللطيف ناصر         | الدار البيضاء   | 1965-03-04    | 2002-05-03     |                    | |
| 294          | محمد مزوز               | الدار البيضاء   | 1973-12-31    | 2002-06-14     | 2004-07-31         | أُعيد إلى المغرب في أغسطس 2004 مع أربعة مغاربة آخرين. وتم الإفراج عنه إفراجًا مشروطًا، ولكن أعيد اعتقاله في 11 نوفمبر 2005. ذكر موزور أن شاهد الحراس يبولون على القرآن.                                 |
| 499          | رضوان الشقوري           | آسفي            | 1972-02-12    | 2002-05-01     | 2004-07-31         | |
| 534          | طارق درغول              | المملكة المتحدة | 1977-12-11    | 2002-05-05     | 2004-03-09         | |
| 587          | إبراهيم بن شقران        | الدار البيضاء   | 1979-08-04    | 2002-05-03     | 2004-07-31         | أُعيد إلى المغرب في أغسطس 2004 مع أربعة مغاربة آخرين. |
| 590          | أحمد رشيدي              | طنجة            | 1966-03-16    | 2002-06-14     | 2007-04-28         | تمكن محاميه من إثبات أنه كان يعمل طاهيًا في لندن، بالرغم من إدعاء السلطات الأمريكية أنه تدرب في أفغانستان.                                                                                            |